# Katrin Leumann
Katrin Leumann, née le 8 février 1982 à Bâle, est une coureuse cycliste suisse, spécialiste du cross-country VTT et du cyclo-cross.

## Palmarès en VTT

### Jeux olympiques
- Athènes 2004
  - 19e du cross-country VTT
- Londres 2012
  - 19e du cross-country VTT

### Championnats du monde
- Lugano 2003
  - 32e du cross-country VTT
- Les Gets 2004
  - 17e du cross-country VTT
- Livigno 2005
  - 19e du cross-country VTT
- Fort Williams 2007
  - 17e du cross-country VTT
- Val di Sole 2008
  - 11e du cross-country VTT
- Canberra 2009
  - 20e du cross-country VTT
- Mont Saine Anne 2010
  - 14e du cross-country VTT
- Champéry 2011
  -  Championne du monde de relais par équipes (avec Thomas Litscher, Roger Walder et Ralph Näf)

### Coupe du monde
- Coupe du monde de cross-country
  - 15e en 2008
  - 7e en 2009
  - 10e en 2010
  - 20e en 2011
  - 12e en 2012
  - 8e en 2013
  - 13e en 2014
  - 37e en 2015
- Coupe du monde de cross-country eliminator
  - 21e en 2013

### Championnats d'Europe
- 2010
  -  Championne d'Europe de cross-country
  -  Championne d'Europe du relais par équipes (avec Thomas Litscher, Ralph Näf et Roger Walder)
- 2012
  -  Médaillée d'argent en relais par équipes (avec Martin Gujan, Matthias Stirnemann et Dominic Zumstein)

### Championnats de Suisse
- Championne de Suisse de cross-country : 2004, 2008, 2009 et 2013

## Palmarès en cyclo-cross
- 2006-2007
  -  Championne de Suisse de cyclo-cross
- 2007-2008
  - 2e du championnat de Suisse
- 2008-2009
  - 2e du championnat de Suisse
- 2009-2010
  - 2e du championnat de Suisse
- 2011-2012
  - Internationales Radquer Dagmersellen, Dagmersellen
- 2012-2013
  - Internationales Radquer Dagmersellen, Dagmersellen
  - Cyclo Cross Bussnang, Beromünster
  - 2e du championnat de Suisse
- 2013-2014
  - 2e du championnat de Suisse
- 2017-2018
  - 2e du championnat de Suisse